# Relato soñado
Relato soñado (en alemán Traumnovelle) es una novela corta escrita en 1925 en alemán por el escritor y médico austríaco Arthur Schnitzler. El libro ahonda en los pensamientos y transformaciones psicológicas de un joven doctor durante los dos días siguientes a la confesión por parte de su esposa de haberle sido infiel de pensamiento con otro hombre. Aturdido por la revelación, el marido entra en contacto con diversos personajes y lugares, y sus peripecias culminan con una fiesta de máscaras que resulta ser una orgía organizada por una secta secreta.
En clave onírica y envuelto en un ambiente extrañamente perturbador, el relato aborda temas como la infidelidad, el matrimonio en las sociedades occidentales y su conflicto con la pulsión de vida y pulsión de muerte. Fue adaptado al cine por el director Stanley Kubrick en la que sería su obra póstuma Eyes Wide Shut. 
Su estilo se inserta en la corriente decadentista vienesa de principios del siglo XX.

## Argumento
Un joven médico vienés llamado Fridolin, acomodado, felizmente casado y padre de una niña, durante unos carnavales se siente misteriosamente arrastrado hacia lo desconocido, y se sumerge en un mundo a medio camino entre el sueño y la vigilia, en el cual, atrapado por el deseo, vivirá experiencias de extraña y fascinadora intensidad. Con una sutileza fuera de lo común y unas capacidades descriptivas y psicológicas extraordinariamente modernas, Arthur Schnitzler nos sitúa en un terreno ambiguo y ambivalente, de una mágica ensoñación.

## Publicación
Originalmente se publicó por entregas en la revista Die Dame entre diciembre de 1925 y marzo siguiente. Ese año, la editorial alemana S. Fischer presentó la primera edición impresa.
En España fue editado sucesivamente por Sirmio, en 1993, y por Acantilado, en 2008 (traducción de Miguel Sáenz en ambos casos).

## Adaptación al cine
El periodista Michael Herr, colaborador de Stanley Kubrick, escribió sobre la fascinación del director por la novela de Schnitzler. Aunque literalmente el título significa ‘relato soñado’, en la única edición disponible en inglés en esa época se publicó con el «absurdo» título de Rhapsody; el director había comprado a principios de los setenta los derechos de esa edición y adquirido todos los ejemplares existentes.
Kubrick propuso a Herr colaborar en el guion de la futura película; en concreto, quería que el escritor «pasara la esponja» al texto, que lo sometiera a un «baño de coloquialismos» para adaptarlo a la jerga de Nueva York. Finalmente, no llegaron a un acuerdo económico y la colaboración se frustró.

## Adaptación al cómic
El dibujante e ilustrador alemán Jakob Hinrichs realizó una adaptación al cómic en 2012, publicada originalmente por la editorial alemana Büchergilde y en traducción al español en 2013 por la editorial Nórdica. El volumen contiene también el texto íntegro de la novela de Schnitzler.